# Acacia argyrotricha
Acacia argyrotricha är en ärtväxtart som beskrevs av Leslie Pedley. Acacia argyrotricha ingår i släktet akacior, och familjen ärtväxter. Inga underarter finns listade i Catalogue of Life.